# Claudio Sala
Claudio Sala (Macherio, 1947. szeptember 8. –) válogatott olasz labdarúgó, középpályás, edző.

## Pályafutása

### Klubcsapatban
A Monza korosztályos csapatában kezdte a labdarúgást, ahol 1965-ben mutatkozott be az első csapatban. Az 1968–69-es idényben a Napoli játékosa volt. Pályafutása jelentős részét 1969 és 1980 között a Torino csapatánál töltötte, ahol egy bajnoki címet (1975–76) és egy olasz kupát (1971) nyert az együttessel. 1980 és 1982 között a Genoa labdarúgója volt. 1982-ben vonult vissza az aktív labdarúgástól.

### A válogatottban
1971 és 1978 között 18 alkalommal szerepelt az olasz válogatottban. Tagja volt az 1978-as világbajnoki negyedik helyezett csapatnak

### Edzőként
1989-ben átmenetileg volt klubja, a Torino vezetőedzője volt. 1990-ben és 1991-ben is ideiglenesen a Catanzaro szakmai munkáját iránytotta. 2001-ben az alsóbb osztálybeli Moncalieri edzője volt.

## Sikerei, díjai
Olaszország
- Világbajnokság
  - 4.: 1978, Argentína

 Torino
- Olasz bajnokság (Serie A)
  - bajnok: 1975–76
- Olasz kupa (Coppa Italia)
  - győztes: 1971